# Швабія (округ)
Швабія — округ та адміністративний округ в Баварії. Адміністративний центр місто Аугсбург.

## Населення
1939 - 934,311 

1950 - 1,293,734 

1961 - 1,340,217 

1970 - 1,467,454 

1987 - 1,546,504 

2002 - 1,776,465 

2005 - 1,788,919